# Pilea versteegii
Pilea versteegii är en nässelväxtart som beskrevs av Winkler. Pilea versteegii ingår i släktet pileor, och familjen nässelväxter. Inga underarter finns listade i Catalogue of Life.